# Floridatragulus
Floridatragulus is een geslacht van uitgestorven kamelen dat leefde tijdens het Vroeg-Mioceen in Noord-Amerika.

## Soorten
Het geslacht Floridatragulus omvat vier soorten:
- F. dolichanthereus: de typesoort is bekend van fossielen uit Thomas Farm in Gilchrist County in Florida. F. dolichanthereus leefde tijdens de North American land mammal age Hemingfordian. Er zijn zestig specimen gevonden, waarmee F. dolichanthereus een zeldzame herbivoor was in een fauna die gedomineerd werd door drietenige paarden. Het holotype, een schedel, werd eind jaren dertig van de twintigste eeuw gevonden tijdens veldwerk door de Harvard University. In eerste instantie werd F. dolichanthereus ingedeeld bij de Hypertragulidae, een familie van primitieve herkauwers. In 1966 werd de soort bij nieuw onderzoek ingedeeld bij de Camelidae en werden F. barbouri, Hypermekops olseni en Syndyoceras australis als synoniemen van F. dolichanthereus geduid.
- F. hesperus: deze soort leefde tijdens het Barstovian en fossielen van F. hesperus zijn gevonden in Texas. Deze soort was groter dan F. dolichanthereus.
- F. nanus: voor zover bekend dat deze soort het grootste verspreidingsgebied met fossiele vondsten uit het Hemingfordian in Texas en Panama. De Panamese vondst is gedaan in de Culebra-kloof. F. nanus was kleiner dan F. dolichanthereus.
- F. texanus: deze soort leefde net als F. hesperus tijdens het Barstovian met fossiele vondsten in Texas.

## Kenmerken
Floridatragulus heeft als voornaamste kenmerken een lange snuit met korte scherpe tanden, wat dit dier de bijnaam “krokodilkameel” heeft opgeleverd. Qua formaat zat Floridatragulus tussen een hedendaagse vicuña en guanaco in.

## Verwantschap
Floridatragulus is de naamgever van de onderfamilie Floridatragulinae. Floridatragulus is het nauwst verwant aan Aguascalientia, een geslacht dat eveneens in het Vroeg-Mioceen voorkwam met fossiele vondsten in Mexico en Panama.